# Platja d'Aramar
La Platja de Aramar, se situa en la localitat de Aramar, a la comarca del Cap de Peñas, en el concejo de Gozón, Astúries.

## Descripció
La platja té forma de petxina, i presenta un jaç de poca sorra i molta pedra, a la qual es pot accedir per un camí no asfaltat, que passa per un petit aparcament situat en l'entrada.
Presenta alguns serveis com a lavabos, dutxes, papereres, servei de neteja, senyalització de perill i fins i tot establiments de menjar i beguda; i, en temporada estiuenca, compta amb equip d'auxili i salvament.
Està situada molt a prop de la platja de El Dique, a la qual s'uneix quan hi ha baixamar, podent passar en aquest moment a l'illa del Carme des d'ambdues platges.